# Pudl
Pudl (anglicky Poodle, francouzsky Caniche) je společenské psí plemeno. Vyskytuje se ve čtyřech velikostních a mnoha barevných variantách, primárně ale rozlišujeme pudly na královské, střední, trpasličí a toy. Jejich původ je dosud sporný: některé chovatelské kluby, například Kennel Club (KC) a American Kennel Club (AKC), uvádí jako jejich zemi původu Německo, zatímco Mezinárodní kynologická federace (FCI) plemeno připisuje Francii.
Pudl bývá uváděn jako jedno z nejinteligentnějších plemen a je i všestranně využitelný. Hodí se i pro začínající kynology. Má obecně vzato milou a společenskou povahu.

## Historie
Původně byl tento pes vyšlechtěn jako aportér – aportoval z vody lovci sestřelené kachny nebo jiné vodní ptáky. Časem se ale začal používat více jako společník. Slovo „pudl“ v překladu z německého Pudelnaas znamená „promoklý na kost“. Existuje domněnka, že mezi předky pudla patří retrívr a irský vodní španěl. Amatérští chovatelé se snažili vyšlechtit trpasličí psíky, velmi často však získávali jen slabé a neduživé jedince. Odborníci pak dosáhli normálních ukazatelů a stanovili standard. Ze standardního pudla byla odvozena trpasličí a miniaturní forma.
Chov pudlů je v Česku veden ve dvou plemenných knihách (I. a III. plemenná kniha) a je zastřešován třemi různými chovatelskými kluby.

## Vzhled

### Celkový vzhled
Je to dobře osvalený, elegantní pes.. Hlava je ušlechtilá a zároveň úměrná velikosti těla. Oči mají oválný tvar a jsou velmi tmavé. U černých, aprikot, stříbrných a bílých pudlů jsou černé popřípadě tmavě hnědé. Hnědí pudlové mohou mít oči zbarvené i jantarově. Délka těla by měla odpovídat kohoutkové výšce. Pudl nese svůj dlouhý, vysoko nasazený ocas šikmo vzhůru, dříve se kupíroval. Drápy má černé nebo hnědé, bílé drápy jsou vadou u všech barevných variant. Uši by měly přiléhat k hlavě a sedět by měly v úrovni očí, či jemně pod ní.

### Srst
Pudl, na rozdíl od většiny plemen, má srst bez podsady, velmi hustou a zvlněnou. Díky tomu místo klasického línání sice také líná, avšak tato srst se zamotá do okolní srsti, nevypadne a je proto potřeba ji vyčesat. Což v případě zanedbání péče může vést k plstnatění. Jsou dva typy srsti — kadeřavá (hedvábná, nadýchaná) a šňůrová (zapletená do šňůr, přiléhavá). Péče o výstavní srst pudla je časově náročná.
Kadeřavá srst může připomínat vlnu, je velmi jemná, bohatá a zkadeřená. Tvrdá srst je nežádoucí. Před střihem je důležité srst pořádně vyčesat (nejlépe se sprejem usnadňujícím rozčesání), vyšamponovat (kvalitním šamponem) a umýt. Poté přichází na řadu vyfénovat srst do sucha, a to za neustálého vyčesávání. Platí, že lepší je fénem srst vysušovat déle, než kratší dobu.
Šňůrová srst je taktéž velmi jemná, přiléhavá a bohatá, avšak na rozdíl od kadeřavé by měla tvořit alespoň 20 cm dlouhé šňůry. V případě výstavních střihů vyžadují oba typy srsti velkou péči, která sestává i z několika hodin česání týdně. Přípustné barvy srsti jsou hnědá, bílá, aprikot, stříbrná a černá.

#### Střihy
- Klasický
- Moderní
- Anglický
- „Baby“
- Kontinentální

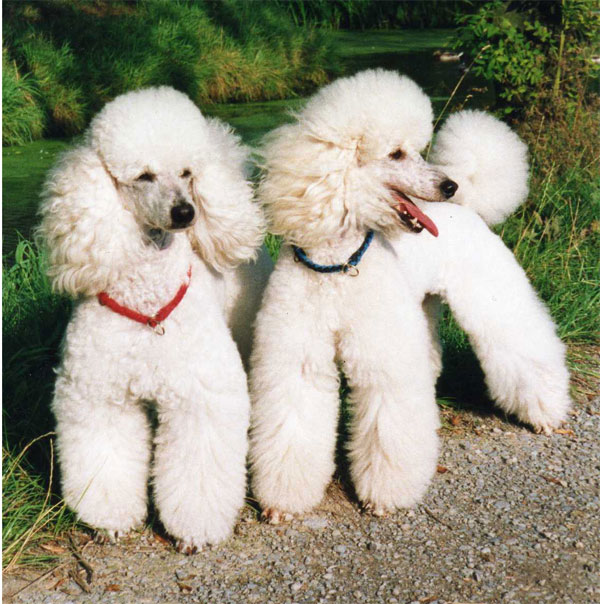
Pár bílých pudlů
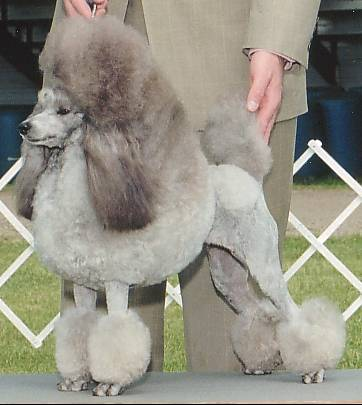
Miniaturní stříbrný pudl
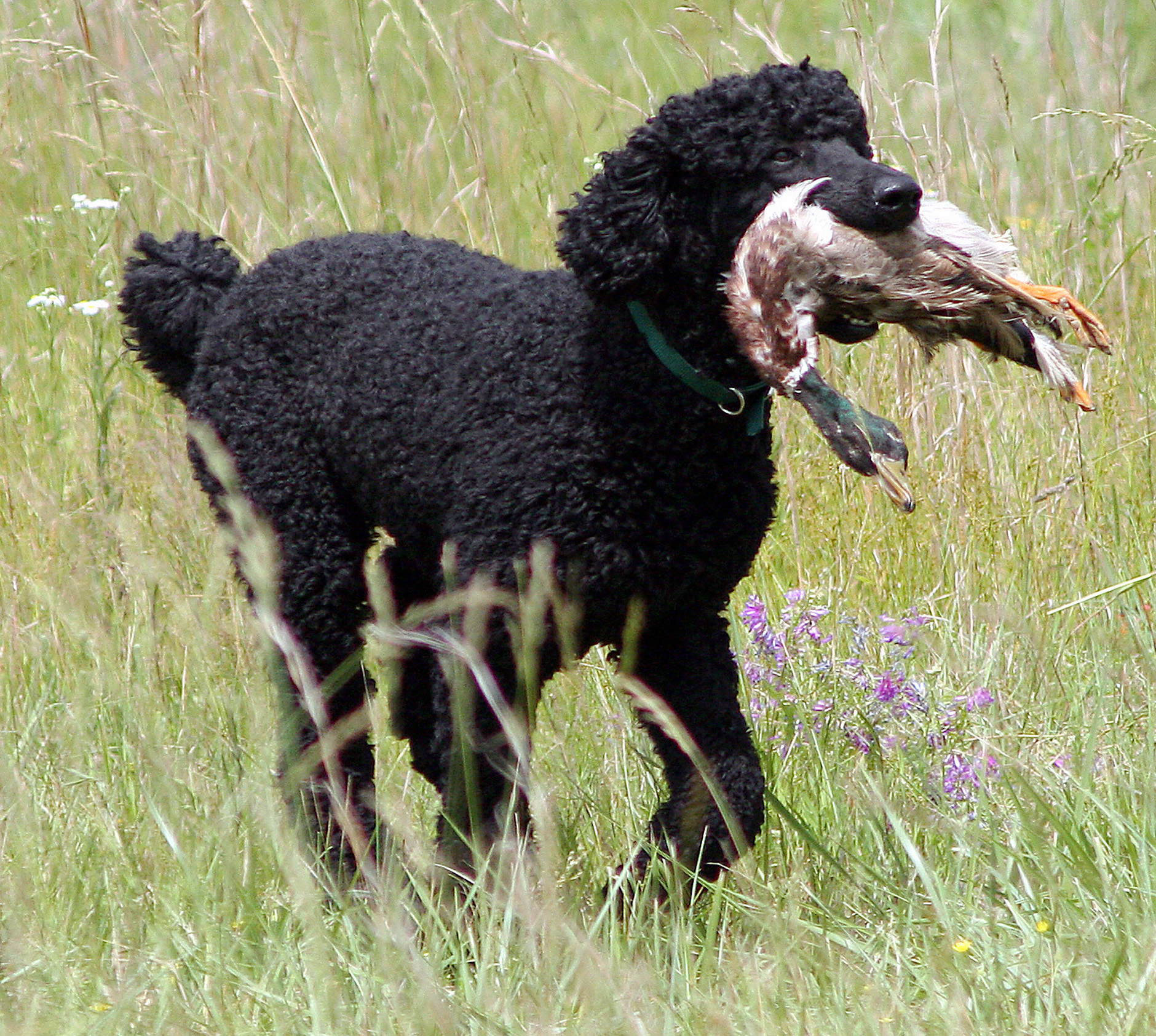
Černý pudl královský
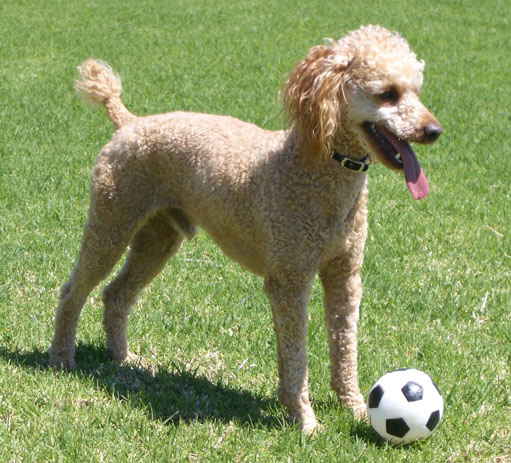
Toy pudl se zbarvením apricot
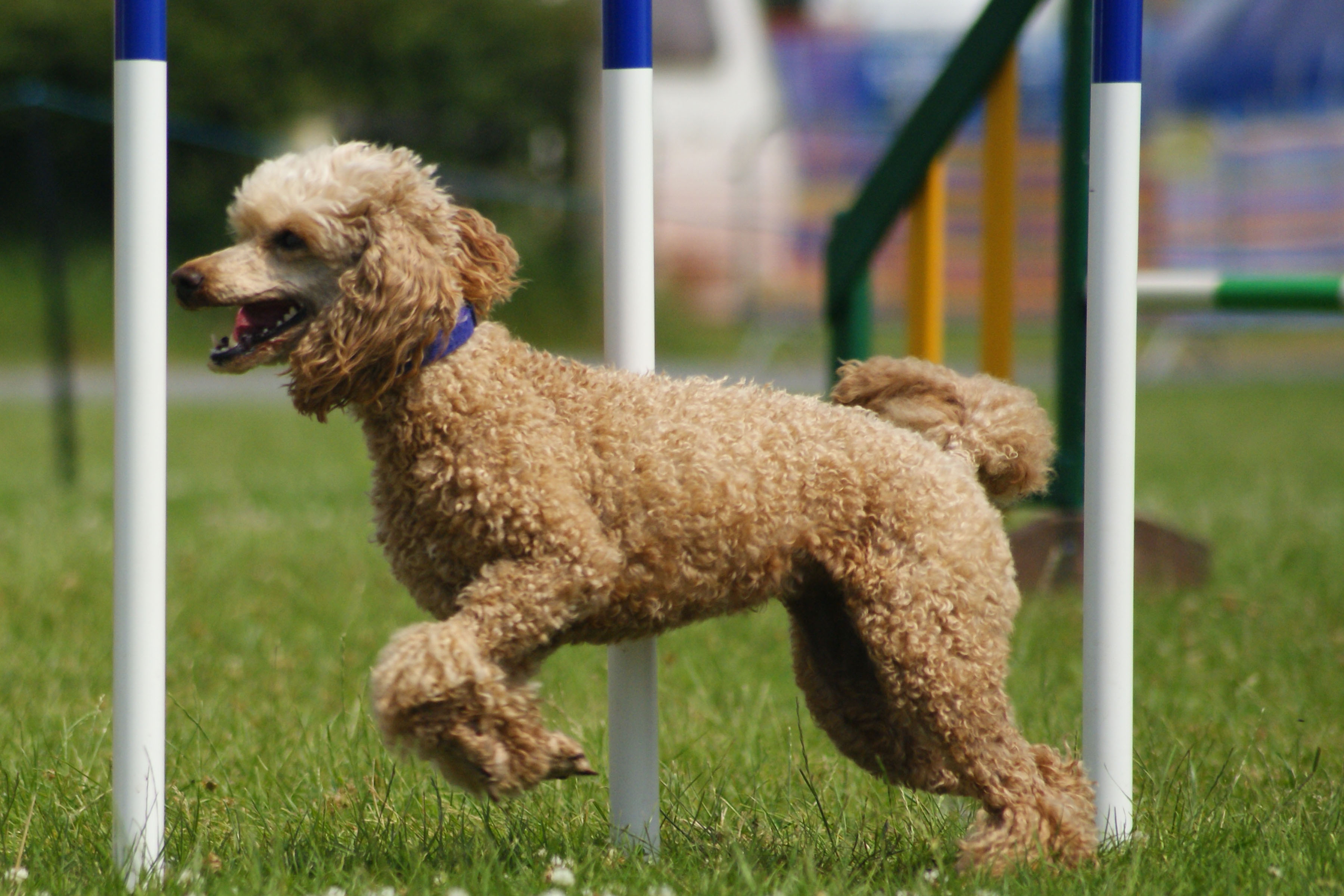
Pudl při agility
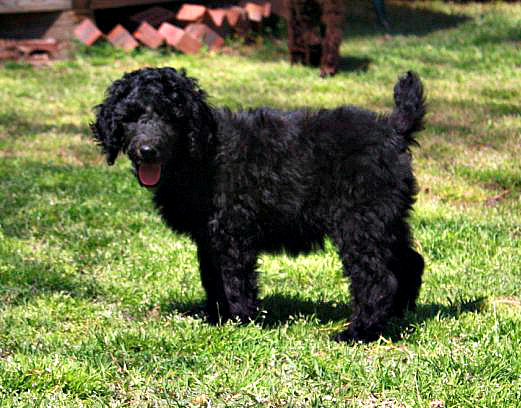
Štěně královského pudla

## Povaha
Pudl známý jako velmi inteligentní (v žebříčku nejchytřejších plemen se dostal na druhé místo), chytrý a učenlivý pes. Je to aktivní, temperamentní a energický pes. S tím přichází nutnost zajistit mu jak fyzické (běh u kola, běh, canicross), tak především psychické vybití (psí sporty, obedience). Díky svému zápalu pro hru i učení je to velmi lehce a rychle vycvičitelný pes. Je vhodný pro většinu psích sportů, například agility, dogdancing, flyball, canicross.
Snadno se naučí respektovat i nejmenší členy rodiny, naučí se být jemný a něžný. Nicméně, stejně jako jakékoliv jiné plemeno psa, by neměl zůstat s dětmi bez dohledu. Na rozdíl od menších rázů (toy a miniaturní) je klidnější a především trpělivější na divočejší dětské hry a tudíž do rodin s dětmi vhodný více. Také ale potřebuje dostatek místa.
Má velmi silnou vazbu na majitele, případně rodinu, těm je velmi oddaný a těžce nese odloučení od nich. Nicméně jakákoliv nervozita, hlasité štěkání, nepřestávající vytí, ani všemožné ničení v době nepřítomnosti majitele samozřejmě je nežádoucí a stejně jako u ostatních rázů, je netypické pro plemeno a nemělo by tedy být tolerováno. Zvykání na samotu by mělo být postupné (nejprve pár sekund, postupně prodlužovat), a to už od prvního dne doma. Oproti tomu k cizincům se chová rezervovaně, ne však bojácně či dokonce agresivně. Je nutná důsledná socializace již ve štěněcím věku na nejrůznější podněty, předměty, situace, zvířata i lidi.

## Zdraví
Průměrná délka života: 14 – 17 let.
Zástupci tohoto plemene se průměrně dožívají relativně vysokého věku, avšak stejně jako u ostatních psích plemen se i u Pudla vyskytují některá onemocnění ve větší míře než jiná. Výskyt dědičně podmíněných onemocnění vzrůstal vždy paralelně s největšími vlnami popularity plemene, kdy nebyly dodrženy přísné podmínky pro uchovnění a nevhodné křížení způsobilo rozšíření řady zdravotních problémů u Pudlů. V minulosti nebyly navíc k dispozici sofistikované genetické testy, které nám dnes umožňují skutečně pečlivý výběr chovných jedinců, co se zdravotní kondice a mnohdy skrytých predispozic k některým chorobám týče.
Mezi nejčastěji zaznamenaná onemocnění u Pudlů patří: oční onemocnění (progresivní retinární atropie, katarakt, dystrofie rohovky, abnormality slzného kanálku), kožní onemocnění (neurogenní dermatitida, atopie, zánět tukových kožních žláz), Addisonova nemoc (hypoadrenokorticismus – jedná se o endokronoligické onemocnění), torze žaludku (vyšší výskyt u královského Pudla), luxace pately (vyšší výskyt u menších variet Pudlů), dysplazie loketního či kyčelního kloubu, onemocnění dásní.